# Brachytarsophrys feae
Brachytarsophrys feae är en groddjursart som först beskrevs av George Albert Boulenger 1887.  Brachytarsophrys feae ingår i släktet Brachytarsophrys och familjen Megophryidae. IUCN kategoriserar arten globalt som livskraftig. Inga underarter finns listade.